# Tagasta celebesica
Tagasta celebesica är en insektsart som först beskrevs av Karsch 1888.  Tagasta celebesica ingår i släktet Tagasta och familjen Pyrgomorphidae. Inga underarter finns listade i Catalogue of Life.